# 広島瓦斯電軌B形電車
広島瓦斯電軌B形電車（ひろしまがすでんきBがたでんしゃ）は、広島瓦斯電軌（後の広島電鉄）が1921年（大正10年）と1927年（昭和2年）の二度にわたって計30両導入した電車（路面電車車両）である。
1921年（大正10年）に導入した10両は南海鉄道（現・南海電気鉄道）より、1927年（昭和2年）に導入した20両は大阪市電気局（後の大阪市交通局）よりそれぞれ購入した、4輪単車構造の中古車であった。
以上の30両はいずれも木造車体であったことから、1938年（昭和13年）以降に車体の鋼体化改造が施工され、改造後は400形と改称・改番された。

## 概要
市内線の輸送力増強を目的として、南海鉄道より10両を、大阪市電気局より20両をそれぞれ購入、101 - 130号車（車番はいずれも2代）として導入した。
101 - 110は梅鉢鐵工所（後の帝國車輛工業）において1910年（明治43年）11月に、111 - 130は日本車輌製造および天野工場において1906年（明治39年）にそれぞれ新製された、オープンデッキ構造の木造車体を備える4輪単車であった。
101 - 110の導入翌年、1922年（大正11年）に鉄道線（宮島線）用車両として落成したC形電車の導入に伴って、101 - 110についても車番はそのままに「B形」の形式称号が付与され、1925年（大正14年）には車体前面腰板部の車番表記に「B」の表記が追加された。1927年（昭和2年）に導入された111 - 130については当初より「B形」の形式称号が付与されている。

## 400形への改造

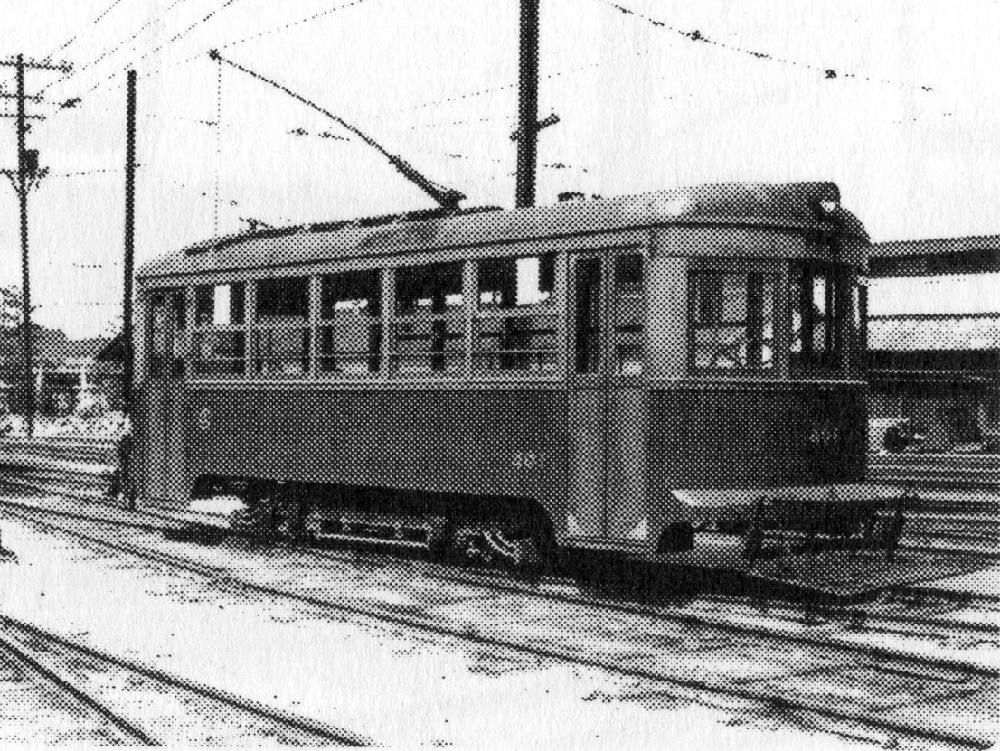
400形401号（1940年頃）

1938年（昭和13年）から1940年（昭和15年）にかけて、B形全車を対象として自社工場において張り上げ屋根構造の半鋼製車体を新製して従来の木造車体と載せ替え、400形401 - 430と改称・改番された。400形への改番に際しては竣功順に車番が割り振られ、原番号の順列とは一致しない。
新製された車体は客用扉間に上下寸法を大きく取った側窓を5枚並べた軽快な外観を特徴とした。最初に落成した401のみ窓の上下に補強帯（ウィンドウシル・ヘッダー）及び幕板上部を一周する水切りを持ち、車体組立に溶接工法とリベット組立工法を併用したことから車体の各部にリベットを有したが、以降に落成した各車はウィンドウシル・ヘッダーを外見上廃したノーシル・ノーヘッダー構造、水切りの廃止、および溶接工法を全面的に採用してリベットが廃止された。
400形において採用された車体構造は、400形の落成翌年に千田町車庫（現在の千田車庫）火災において被災焼失したA形電車の復旧名義で竣功した450形電車にも継承された。

## 運用
1945年（昭和20年）8月6日の広島市への原子爆弾投下で、宮島線宮島駅に停泊していた417以外の全車が被災、特に白島付近で被爆した412、八丁堀付近で被爆した421・430、紙屋町と電鉄前間で被爆した427、十日市と横川間で被爆した429が全焼の被害を受けた。また、八丁堀付近で被爆した車両については中国新聞により写真撮影され、記録されている。以上の各車両は1948年（昭和23年）12月までに復旧された。
原爆投下より3日後の1945年（昭和20年）8月9日に、市内線は己斐から西天満町で運行を再開するが、この時使用された車両のうち1両が400形413であった。再開当初は単線によるピストン輸送で、線路脇には原爆被災者の遺体が残る凄惨な状況下での運行再開であったとの証言が残る。また、413は同年9月から10月にかけて学術調査団が広島市内における被災状況の検分を実施した際に専用車両として運用された。
1956年（昭和31年）11月31日付で420 - 430の11両が廃車となり、そのうちの425・427・430の3両が翌1957年（昭和32年）4月13日付で無車籍の工作車（事業用車）に転用、1 - 3と改番された。残る401 - 419についても1965年（昭和40年）から1969年（昭和44年）にかけて全車廃車された。

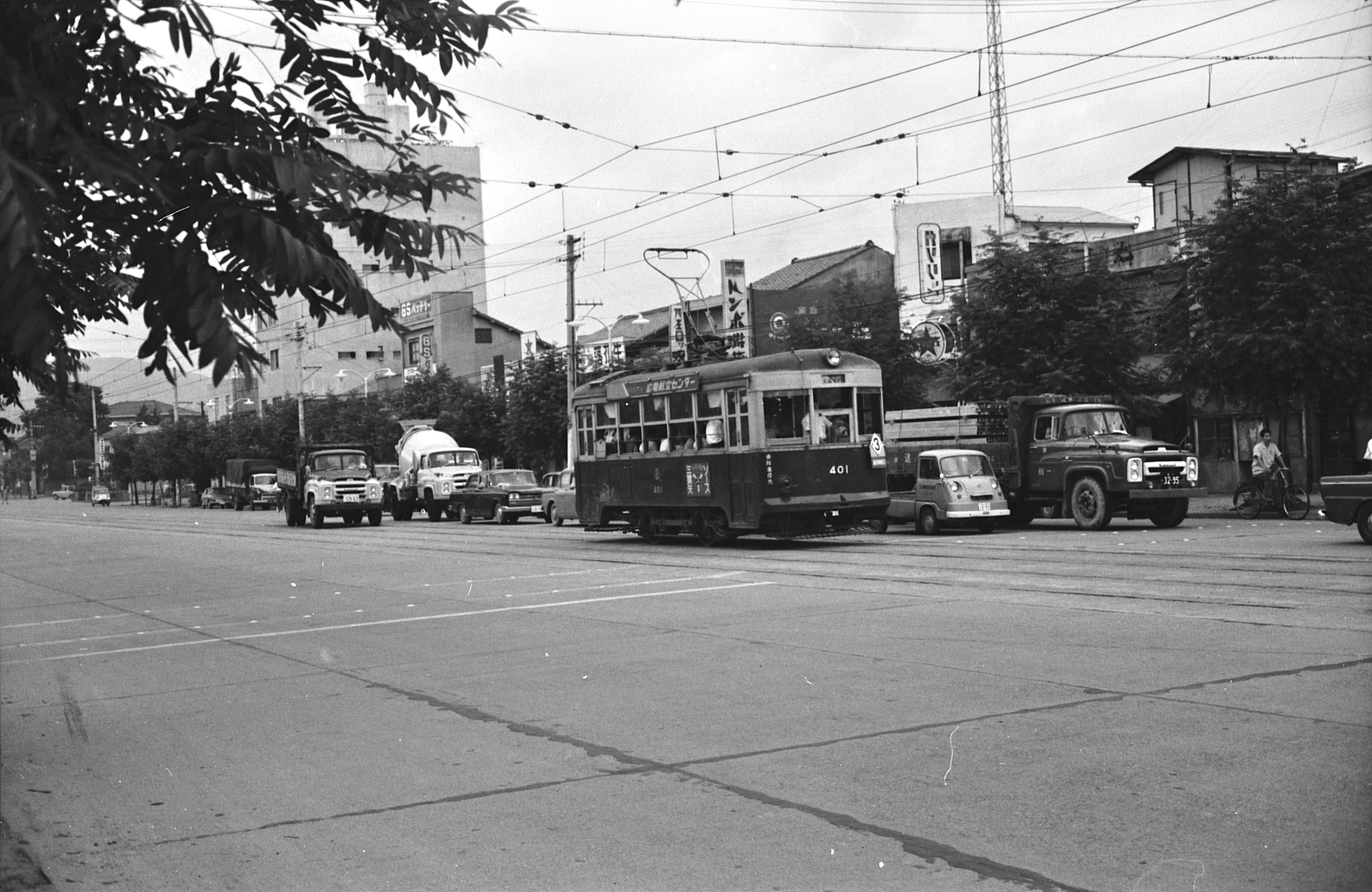
広島電鉄　401号　広島大学前電停　昭和40年8月

廃車後は全車とも解体処分され、現存する車両はない。

## 車歴
| 車番 （B形） | 導入年 | 鋼体化改造 （400形） | 改造施工 | 原爆投下による被害 | 原爆投下による被害 | 原爆投下による被害 | 廃車           | 備考                            |
| 車番 （B形） | 導入年 | 鋼体化改造 （400形） | 改造施工 | 被災場所           | 状態               | 復旧年月           | 廃車           | 備考                            |
| ------------ | ------ | -------------------- | -------- | ------------------ | ------------------ | ------------------ | -------------- | ------------------------------- |
| 101 II       | 1921年 | 402                  | 1938年   | 千田町車庫         | 大破               | 1946年10月         | 1965年12月15日 |                                 |
| 102 II       | 1921年 | 407                  | 1938年   | 千田町車庫         | 大破               | 1946年4月          | 1968年4月30日  |                                 |
| 103 II       | 1921年 | 415                  | 1938年   | 千田町車庫         | 大破               | 1946年12月         | 1968年6月25日  |                                 |
| 104 II       | 1921年 | 409                  | 1938年   | 広陵前 - 宇品間    | 小破               | 1946年8月          | 1968年4月30日  |                                 |
| 105 II       | 1921年 | 411                  | 1938年   | 広陵前 - 宇品間    | 小破               | 1945年12月         | 1968年8月31日  |                                 |
| 106 II       | 1921年 | 429                  | 1940年   | 十日市 - 横川間    | 全焼               | 1948年12月         | 1956年11月31日 |                                 |
| 107 II       | 1921年 | 416                  | 1938年   | 土橋 - 江波間      | 大破               | 1946年12月         | 1968年10月31日 |                                 |
| 108 II       | 1921年 | 414                  | 1938年   | 専売局 - 広陵前間  | 小破               | 1945年11月         | 1968年6月25日  |                                 |
| 109 II       | 1921年 | 417                  | 1938年   | 電車宮島駅停泊中   | 無被災             | 1946年8月          | 1968年10月31日 |                                 |
| 110 II       | 1921年 | 408                  | 1938年   | 千田町車庫         | 大破               | 1946年12月         | 1965年12月15日 |                                 |
| 111 II       | 1927年 | 423                  | 1940年   | 電鉄前付近         | 中破               | 1946年2月          | 1956年11月31日 |                                 |
| 112 II       | 1927年 | 401                  | 1938年   | 広陵前 - 宇品間    | 小破               | 1945年9月          | 1965年12月15日 |                                 |
| 113 II       | 1927年 | 422                  | 1940年   | 土橋 - 己斐間      | 中破               | 1945年12月         | 1956年11月31日 |                                 |
| 114 II       | 1927年 | 413                  | 1938年   | 土橋 - 己斐間      | 小破               | 1945年11月         | 1968年6月25日  |                                 |
| 115 II       | 1927年 | 419                  | 1940年   | 電鉄前付近         | 大破               | 1945年11月         | 1965年11月15日 |                                 |
| 116 II       | 1927年 | 424                  | 1940年   | 千田町車庫         | 中破               | 1947年1月          | 1956年11月31日 |                                 |
| 117 II       | 1927年 | 420                  | 1940年   | 千田町車庫         | 中破               | 1946年11月         | 1956年11月31日 |                                 |
| 118 II       | 1927年 | 425                  | 1940年   | 土橋 - 江波間      | 中破               | 1946年9月          | 1956年11月31日 | 除籍後事業用車化、工作車1と改番 |
| 119 II       | 1927年 | 426                  | 1940年   | 千田町車庫         | 大破               | 1947年2月          | 1956年11月31日 |                                 |
| 120 II       | 1927年 | 403                  | 1938年   | 広陵前 - 宇品間    | 小破               | 1945年10月         | 1968年3月28日  |                                 |
| 121 II       | 1927年 | 427                  | 1940年   | 紙屋町 - 電鉄前間  | 全焼               | 1948年12月         | 1956年11月31日 | 除籍後事業用車化、工作車2と改番 |
| 122 II       | 1927年 | 404                  | 1938年   | 広陵前 - 宇品間    | 小破               | 1945年8月          | 1968年3月28日  |                                 |
| 123 II       | 1927年 | 405                  | 1938年   | 己斐車庫内         | 中破               | 1946年9月          | 1968年4月30日  |                                 |
| 124 II       | 1927年 | 406                  | 1938年   | 桜土手引込線       | 小破               | 1945年11月         | 1968年4月30日  |                                 |
| 125 II       | 1927年 | 421                  | 1940年   | 八丁堀付近         | 全焼               | 1948年9月          | 1956年11月31日 |                                 |
| 126 II       | 1927年 | 410                  | 1938年   | 広陵前 - 宇品間    | 小破               | 1946年11月         | 1968年10月31日 | 廃車時の車番は418 II            |
| 127 II       | 1927年 | 428                  | 1940年   | 広陵前 - 宇品間    | 小破               | 1946年4月          | 1956年11月31日 |                                 |
| 128 II       | 1927年 | 430                  | 1940年   | 八丁堀付近         | 全焼               | 1948年6月          | 1956年11月31日 | 除籍後事業用車化、工作車3と改番 |
| 129 II       | 1927年 | 418 I                | 1940年   | 土橋 - 江波間      | 大破               | 1946年10月         | 1968年4月30日  |                                 |
| 130 II       | 1927年 | 412                  | 1938年   | 白島付近           | 全焼               | 1948年7月          | 1965年11月15日 |                                 |

原爆投下による被害状況については、『広島の路面電車65年』169ページおよび『私鉄の車両3 広島電鉄』158ページを、復旧日については『私鉄の車両3 広島電鉄』159ページを基に構成。